# Si les hommes pouvaient
Pour plus de détails, voir Fiche technique et Distribution.
Si les hommes pouvaient (Wages for Wives) est un film américain de comédie réalisé par Frank Borzage, sorti en 1925.

## Synopsis
Nell Bailey, se basant sur les vies de couple de sa sœur, Luella Logan, et de sa mère, accepte d'épouser Danny Kester, étant entendu qu'il lui donnera la moitié de sa paye comme "salaire pour épouse" (wage for wife). Quand, après le mariage, il refuse d'honorer le contrat, elle se met en grève, poussant sa sœur et sa mère à en faire autant. Les maris délaissés ont du mal à s'en sortir mais ne veulent pas céder. Tout rentrera dans l'ordre à la fin.

## Fiche technique
- Titre original : Wages for Wives
- Réalisation : Frank Borzage
- Scénario : Kenneth B. Clarke, d'après la pièce Chicken Feed; or Wages for Wives de Guy Bolton et Winchell Smith
- Photographie : Ernest Palmer
- Production : William Fox
- Société de production : Fox Film Corporation
- Société de distribution : Fox Film Corporation
- Pays de production :  États-Unis
- Langue : anglais
- Format : Noir et blanc - 35 mm - 1,37:1 - Muet
- Genre : Comédie
- Durée : 70 minutes (7 bobines)
- Date de sortie :
  - États-Unis : 13 décembre 1925

## Distribution
- Jacqueline Logan : Nell Bailey
- Creighton Hale : Danny Kester
- Earle Foxe : Hughie Logan
- ZaSu Pitts : Luella Logan
- Claude Gillingwater : Jim Bailey
- David Butler : Chester Logan
- Margaret Seddon : Annie Bailey
- Margaret Livingston : Carol Bixby
- Dan Mason : M. Tevis
- Tom Ricketts : Juge McLean